# Dédovo
Dédovo (en rus: Дедово) és un poble de l'óblast d'Orenburg, a Rússia, segons el cens del 2010 tenia 149 habitants, pertany al municipi de Kulàguino.